# Nümbrecht

Nümbrecht est une commune de Rhénanie-du-Nord-Westphalie (Allemagne), située dans l'arrondissement du Haut-Berg, dans le district de Cologne, dans le Landschaftsverband de Rhénanie.

## Personnalités liées à la ville
- Johann Heinrich Blasius (1809-1870), zoologiste né à Eckenbach.
- Robert Ley (1890-1945), homme politique né à Niederbreidenbach.
- Carl Koch (1892-1963), réalisateur né à Nümbrecht.

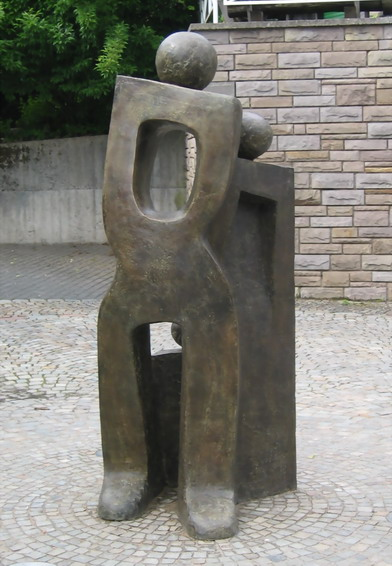
Un rêve, de Rosa Gilissen-Vanmarcke, sur la Alten Poststraße.